# Ignazio Ciampi
Ignazio Ciampi (Roma, 31 luglio 1824 – Roma, 21 gennaio 1880) è stato un avvocato, storico e poeta italiano.

## Biografia
Ignazio Ciampi è nato a Roma, il 31 luglio 1824 da Giuseppe, commerciante facoltoso e da Giuseppa De Angelis. Dopo la licenza al Collegio Romano, si è laureato nel 1846 in Giurisprudenza all'Università La Sapienza. Fu allievo del padre gesuita Luigi Maria Rezzi che insegnava Eloquenza latina e italiana. Incantato dalle commedie di Goldoni e dai versi dell'Orlando Furioso, è stato anche studioso di Giusti, di Leopardi, di Byron. Vinto il concorso come uditore alla Consulta di Stato, nel 1848 entrava al ministero di Grazia e Giustizia, quando la storia iniziò la sua corsa. De Gubernatis ha scritto che Ignazio Ciampi il 30 aprile 1849 partecipò agli scontri con i Francesi, a Porta San Pancrazio; ma il suo biografo ed amico Paolo Emilio Castagnola non ha confermato questo dato.
Al ritorno del Papa Pio IX, Ciampi lasciò l'impiego al ministero e preferì ritirarsi in campagna, oppure vivere a Roma, ma prudentemente in disparte. Rovistava negli archivi e nei fondi di biblioteche, alla ricerca di documenti rari o inediti.

### Avvocato, commediografo, poeta
Dal 1852 tornò a esercitare come avvocato civilista e penalista, con breve parentesi come segretario al tribunale della Sacra Rota. Sostenne la difesa alla Procura dei poveri e in processi politici, dopo i disordini del 1867.
Entrato in contatto con i Poeti della Scuola romana, non fu così rigoroso nell'accettarne il purismo e il classicismo che alcuni di essi seguivano come modello. Era poco assiduo alle loro riunioni al caffè Nuovo, sede informale del Cenacolo poetico letterario romano. Partecipò tuttavia con sue liriche alle raccolte collettive, cioè alle Strenne romane degli anni 1858 e 1859. Spargeva articoli di erudizione su riviste romane: il Giornale Arcadico, Arti e Lettere, Il Buonarroti di Benvenuto e Francesco Gasparoni e Il Filodrammatico. Collaborava anche a La Fama di Milano, a La Scena di Venezia, e al Il Pirata di Torino.
Nel 1861, durante la programmazione estiva all'anfiteatro Corea (Tomba di Augusto), furono messe in scena quattro sue commedie; L'usura in guanti andò in scena al Valle nel 1864, e nell'autunno del 1866 furono programmate, al Teatro Valle, Una casa e un palazzo e Maurizio o i fratelli di latte.

### Dopo il 1870
Eletto al Consiglio comunale di Roma, a novembre del 1870, fu poi giudice del Tribunale civile e penale di Roma e, a maggio 1872, ne divenne il vice presidente. Da gennaio 1874 ebbe la cattedra di Storia moderna dell'Università di Roma La Sapienza e abbandonò quindi l'attività di giudice. Collaborò a Nuova Antologia, all'Archivio storico italiano, e agli Atti dell'Accademia dei Lincei, di cui fu socio dal 1876.
Scrisse novelle in versi di argomento storico e popolare - Serena, e La tragedia di Fazio armaiolo - una formula poetica che si valeva di una ricostruzione storica. Nelle commedie tentò d'imitarne lo stile di Carlo Goldoni.
Nei drammi il suo moralismo appare artificioso, i ruoli sono ripetitivi e privo di vivacità è il dialogo. Ne La commedia italiana, studi storici, estetici raccolse saggi storici, a partire dalle Sacre rappresentazioni del Medioevo. Aggiunse utili dati biografici di attori e di autori, soprattutto romani. Autore curioso e versatile, ha scritto saggi di storia, biografie di artisti e di viaggiatori, soprattutto romani. Ma il suo stile è frammentario e impreciso: egli punta più sull'aneddoto che sulla sintesi, nella scia dell'erudizione classicista e della tradizione erudita.
È stato uno dei soci fondatori della Società romana di storia patria.

## Opere

### Saggi di storia
- La città Etrusca, discorso, Roma, Tipografia Belle Arti, 1866.
- Cronache e Statuti della città di Viterbo, Firenze, M. Cellini, 1872.
- Gli ultimi signori di Urbino, da documenti rari o inediti, in Nuova Antologia, novembre, 1874.
- I Cassiodori nel V e nel VI secolo, Imola, Galeati, 1876. (Teodorico re degli Ostrogoti 454?-526 e Cassiodoro 487?-580?).
- Innocenzo X Pamfili e la sua corte, storia di Roma dal 1644 al 1655, da nuovi documenti, Imola, Galeati, 1878. (Olimpia Maldachini Pamphili e Papa Innocenzo X).
- Della vita e delle opere di Pietro della Valle il Pellegrino, Firenze, La Barbèra, 1880.
- Storia moderna dalla scoperta dell'America alla pace di Westfalia, a cura di Paolo Emilio Castagnola, Imola, Paolo Galeati, 1881-84, 3 volumi
- Opuscoli vari, storici e critici, Imola, Galeati, 1887. (Gerolamo Savonarola 1452-1498, Martin Lutero 1483-1546, Lorenzo de' Medici 1449-1492).

### Saggi di letteratura
- La vita artistica di Carlo Goldoni, Roma, Belle Arti, 1860.
- Sulla storia delle lettere italiane, conferenza, Roma, Galeati, 1877.
- La commedia italiana. Studi storici estetici e biografici, Imola, Galeati, 1880. (Nota: Sono qui riunite molte pubblicazioni, fatte in diversi tempi, con titoli diversi... Elemento comico nelle rappresentazioni sacre del medio evo... La commedia italiana nel secolo XVII... Vita artistica di Carlo Goldoni, a cui seguono note e biografia.)

### Saggi di storia dell'Arte
- Paolo Mercuri, incisore, in: Nuova Antologia, novembre 1871.
- Vita di Giuseppe Valadier, architetto romano, in: Giornale Arcadico, t. LXIV, nuova serie.

### Poesie
- Imitazioni di poesie russe, Firenze, Le Monnier, 1855. (Nota: Questi pochi canti minori di Alessandro Pouchkine... mi volgeva dalla sua nativa lingua in prosa italiana un amico del cuore, ed io imitavali in versi.)
- Serena, novella in tre canti, e Poesie varie, Firenze, Le Monnier, 1857.
- Poesie, raccolta completa, Imola, Galeati, 1880.

### Teatro
- Maurizio o I fratelli di latte, 1867 (dramma in quattro atti, rappresentato per la prima volta al teatro Valle di Roma dalla Compagnia Morelli, il 3 novembre 1866).
- Una casa e un palazzo, commedia in 5 atti, 1867 (rappresentata per la prima volta al Teatro Valle di Roma dalla Compagnia Pescatori, il 13 febbraio 1864).
- Il medico tutore, commedia in 5 atti, 1867 (rappresentata per la prima volta in Rom al Teatro Valle dalla compagnia Morelli, il 3 novembre 1866)

### Vari
- Opuscoli vari, storici e critici, raccolti e editi per cura di Paolo Emilio Castagnola, Imola, Galeati, 1887.